# Toronto Raptors
Los Toronto Raptors (en español, Velocirraptores de Toronto) son un equipo profesional de baloncesto de Canadá con sede en Toronto, Ontario. Compiten en la División Atlántico de la Conferencia Este de la National Basketball Association (NBA) y disputan sus partidos como locales en el Scotiabank Arena, ubicado en el centro de la ciudad de Toronto.
Llegaron a la liga tras la expansión que se realizó en 1995, junto con los Vancouver Grizzlies. Tras la marcha a Memphis de estos últimos en 2001, los Raptors quedaron como el único equipo fuera de las fronteras de los Estados Unidos. El 13 de junio de 2019, se convirtieron en el primer equipo no estadounidense en ganar la NBA. Para la temporada 2020-21 disputarán sus partidos como local en el estadio Amalie Arena en Tampa, Florida.

## Historia

### 1995-1998: Fundación y primeros años

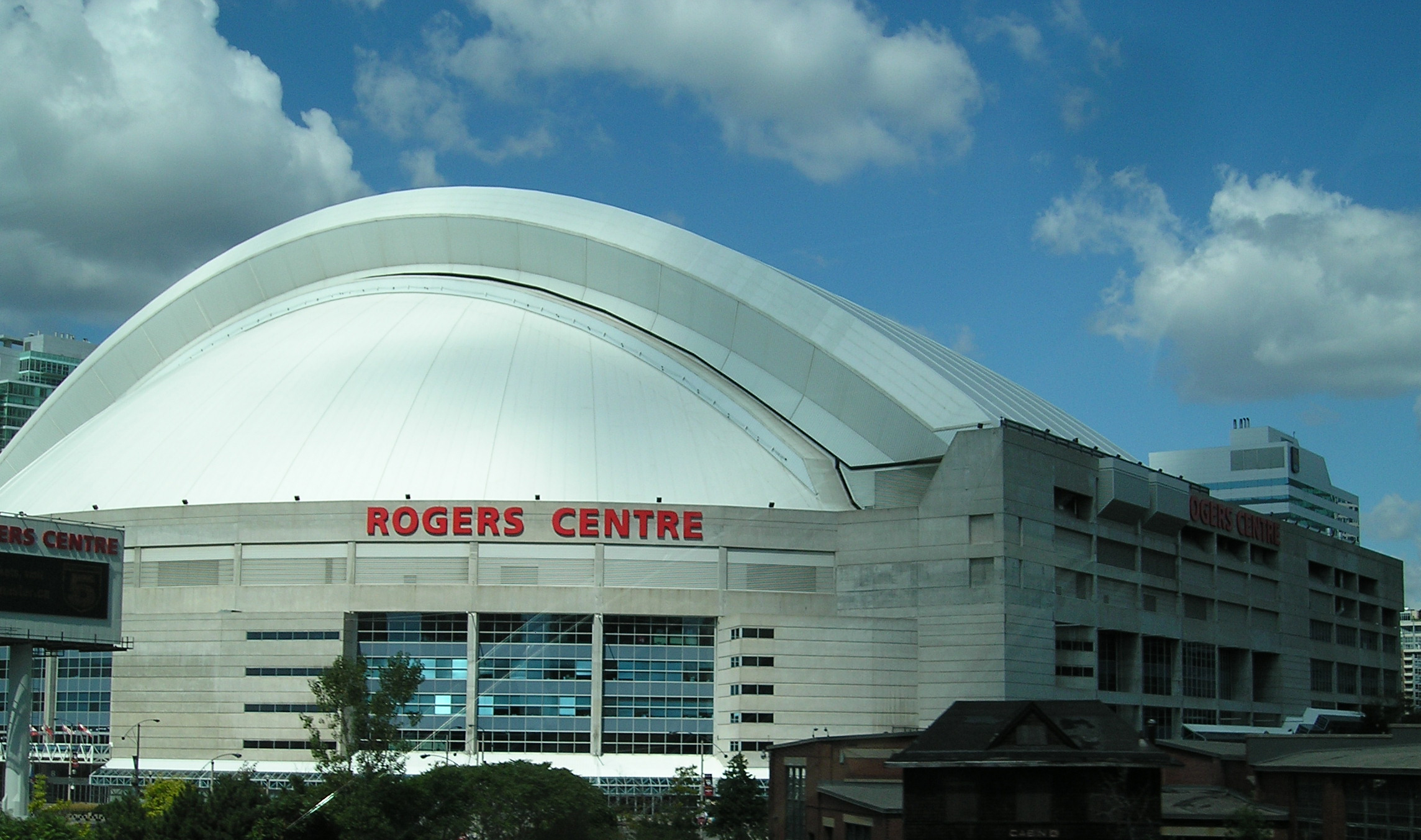
El Rogers Center fue el pabellón de los Raptors hasta 1999

Los Toronto Raptors fueron fundados el 4 de noviembre de 1993, cuando la NBA decidió ampliar las fronteras y permitir equipos canadienses. Los Raptors se convirtieron en la franquicia número 28 de la liga, siendo el primer equipo profesional de baloncesto de la ciudad de Toronto desde la desaparición de los Toronto Huskies en los años 1940.
Un concurso a nivel nacional ayudó a elegir el nombre de la franquicia y el logo del equipo. entre los 10 finalistas había una gran mayoría de nombres de animales, como los Beavers (castores), pero finalmente, influidos por la popularidad en aquellas fechas de la película Jurassic Park, se decidió por el apodo del extinto animal. El 15 de mayo de 1994, su primer mánager general, el exjugador Isiah Thomas, presentó ante los medios el nombre y el logotipo. Los colores elegidos fueron el rojo, el morado, el negro y el plateado, elegidos como homenaje al inventor del baloncesto, el canadiense James Naismith.
Como general manager, Thomas se rodeó de gente de confianza para los puestos de responsabilidad del equipo, ofreciéndole al entrenador asistente de los Detroit Pistons, Brendan Malone, el puesto de entrenador principal. El equipo se completó mediante un Draft de expansión en el cual los dos equipos nuevos podían elegir los descartes de equipos del resto de la liga. Una moneda al aire decidió que fuera Toronto quien eligiera primero, escogiendo a B. J. Armstrong, un especialista en tiros de 3 puntos. Este, sin embargo, rehusó jugar en Canadá, siendo traspasado a Golden State Warriors a cambio de Carlos Rogers y Victor Alexander. Thomas seleccionó también un buen grupo de veteranos de la liga, como Jerome Kersey, Willie Anderson o su excompañero en los Pistons John "La Araña" Salley. 
Después vendría el Draft de la NBA de 1995, en el cual elegían en segunda posición, haciéndose con Damon Stoudamire, un base anotador de la Universidad de Arizona, alrededor del cual Thomas quiso construir la franquicia. Fueron muchos los aficionados que criticaron esta decisión, pero pronto tuvieron que callar. En su partido inaugural, Stoudamire hizo 10 puntos y dio 10 asistencias, para derrotar a los New Jersey Nets, y acabó la temporada siendo nombrado Rookie del Año, tras promediar 19 puntos y 9,3 asistencias por partido. El equipo acabó la temporada con un récord de 21-61, aunque pueden presumir de ser uno de los pocos equipos que batieron a los Chicago Bulls aquel año, que acabó esa temporada con el segundo mejor registro de la historia de la NBA, con 72 partidos ganados por tan solo 10 perdidos.
La asistencia a los partidos creció durante la temporada 1996-97, y el equipo mejoró su récord consiguiendo 9 victorias más que el año anterior. En el Draft de 1997 seleccionaron en la segunda posición al pívot Marcus Camby. Al finalizar la temporada, Camby se hizo un hueco en el mejor quinteto de rookies del año, mientras Stoudamire continuó jugando bien, promediando 20,2 puntos y 8,8 asistencias por partido. Al igual que en la temporada anterior, los Raptors consiguieron victorias contra equipos que, a la postre, estarían en las rondas finales de los play-offs, como las logradas ante Chicago Bulls, los campeones, pero también ante los otros tres finalistas de Conferencia, Houston Rockets, Utah Jazz y Miami Heat. sin embargo, con los equipos en horas bajas las cosas eran muy distintas, como lo demuestran las tres derrotas sufridas ante Boston Celtics, que acabó el año con un récord de 15 victorias por 65 derrotas.
Los Raptors comenzaron la temporada 1997-98 con un prometedor balance en la pretemporada de cuatro victorias y cuatro derrotas, pero rápidamente se evaporó la esperanza, debido a una serie de numerosas lesiones que les hicieron perder 17 partidos de forma consecutiva. Isiah Thomas fue destituido de su cargo, e inmediatamente Stoudamire pidió ser traspasado, algo que ocurrió en febrero de 1998, cuando el primer jugador franquicia de los Raptors fue enviado a los Portland Trail Blazers junto a Walt Williams y Carlos Rogers a cambio de Kenny Anderson, Alvin Williams, Gary Trent, dos futuras primeras rondas del draft, una futura segunda ronda y dinero. Anderson rehusó ir a Toronto, por lo que fue traspasado a los Boston Celtics junto con Žan Tabak y Popeye Jones a cambio de Chauncey Billups, Dee Brown, Roy Rogers y John Thomas. en ese momento tenían 5 rookies en la plantilla, incluido el jugador de 18 años Tracy McGrady, que en ese momento era el más joven de la liga. Pagaron su inexperiencia regresando a un balance negativo de 16 victorias por 66 derrotas.

### 1998-2004: La era Vinsanity

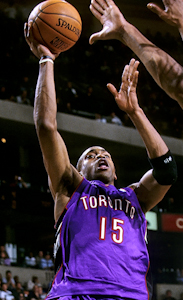
Vince Carter, jugador franquicia de los Raptors entre 1998 y 2004.

Durante el Draft de 1998 se produjo un movimiento decisivo para la franquicia. Traspasaron a Antawn Jamison, elegido en la cuarta posición, a los Golden State Warriors a cambio de Vince Carter, que había sido elegido quinto. Para dar más credibilidad al equipo, traspasaron a Camby a New York Knicks a cambio del veterano y experimentado Charles Oakley, que podía guiar a los jóvenes valores de la plantilla. Junto a Oakley llegó también Kevin Willis, otro ilustre veterano, que fortalecería la posición de pívot, mientras que las posiciones exteriores se cubrían rotando a Dee Brown, Alvin Williams y Doug Christie,  aunque el equipo finalmente no logró entrar en los play-offs, con un porcentaje de victorias del 46 %, las perspectivas se tornaron optimistas, con la evolución del siempre imprevisible Carter, nombrado esa temporada Rookie del año, y con el futuro all star McGrady.
En el Draft de 1999, creyendo que los Raptors tenían una significativa carencia de unos hombres altos que impusieran, el equipo traspasó su primera elección en el draft, Jonathan Bender, a cambio del veterano pívot de los Indiana Pacers Antonio Davis. La rotación de este en los puestos cercanos al aro, junto a Oakley y Willis, combinada con la adquisición de madurez de los hombres de fuera como Carter o McGrady, hicieron que en el año 2000 alcanzaran por primera vez en la historia de la franquicia los play-offs, algo que ya había prometido Carter a sus seguidores la temporada anterior. Sin embargo pagaron la novatada, ya que fueron barridos en primera ronda por los New York Knicks por un contundente 3-0. A pesar de ello, y gracias también a que Vince Carter ganó el Concurso de mates en el All-Star Weekend de 2000, el público fue en aumento. Esa temporada fue también la primera que jugaron completa en el Air Canada Centre, después de que el SkyDome se les quedara pequeño. Al final de la temporada regular, consiguieron un balance de 45 victorias por 37 derrotas.

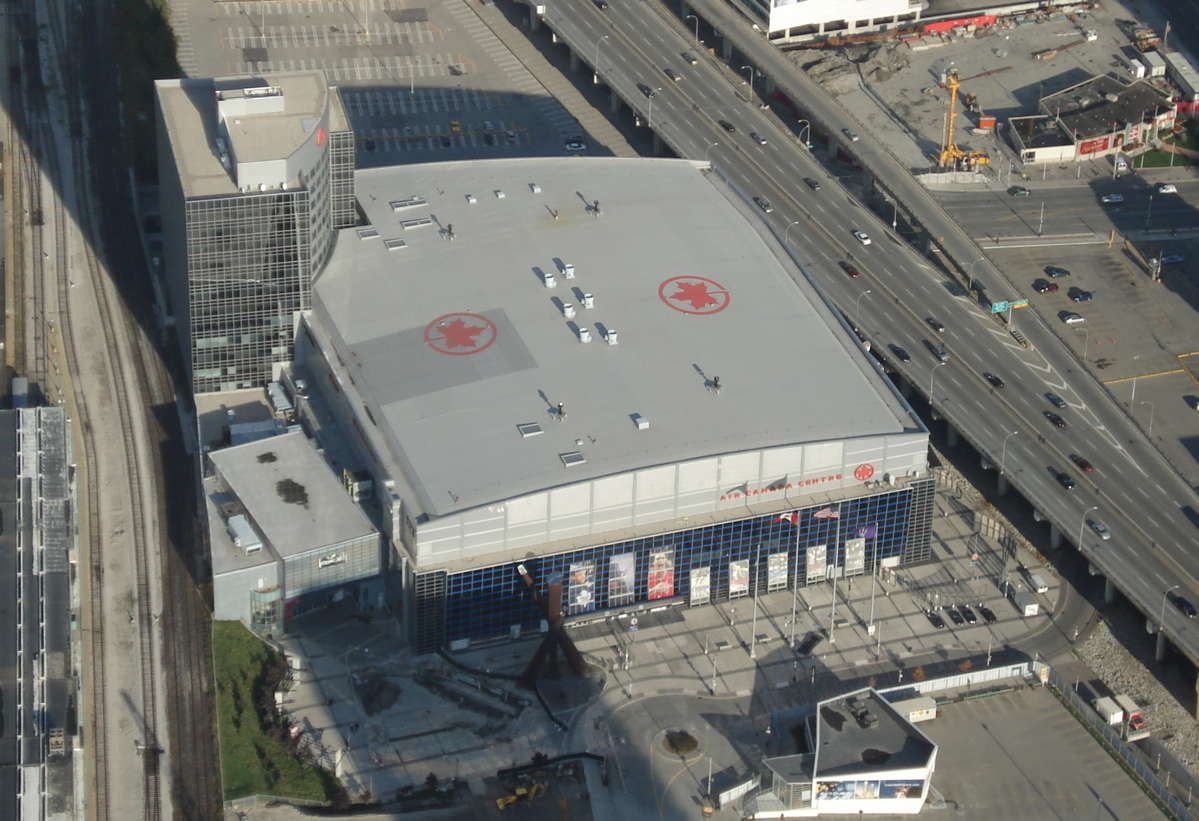
Los Raptors se mudaron al Air Canada Centre en 1999.

Al comienzo de la temporada 2000-01 se hace efectivo el fichaje de Lenny Wilkens como entrenador, un hombre con treinta años de experiencia en los banquillos y miembro del Basketball Hall of Fame. La plantilla se renueva también, comenzando con la contratación del veterano base Mark Jackson por cuatro temporadas. Sin embargo, debido al resurgir de Alvin Williams sobre todo en los momentos clave, Jackson es traspasado a los Knicks a mitad de temporada, para dar más minutos a Williams. Vince Carter pasaría a jugar de escolta en detrimento de Doug Christie, que sería traspasado a cambio de Corliss Williamson. Este no tuvo una buena temporada, siendo traspasado posteriormente a cambio del buen defensor Jerome Williams. Aunque McGrady y Carter mostraron la misma progresión al mismo tiempo, la prensa y los aficionados pusieron toda su atención en este último, y como consecuencida de ello T-Mac fue finalmente traspasado a Orlando Magic al finalizar la temporada, a cambio de una primera elección en el draft.
Como predijeron los analistas, el equipo pasó con muchas dificultades la primera ronda de Playoffs ante New York, a quienes ganaron 3-2. En segunda ronda se cruzaron con los Sixers, un equipo que basaba todo su potencial ofensivo y defensivo en Allen Iverson y Dikembe Mutombo. Las series llegaron igualadas al séptimo y definitivo partido, y todo se decidió en los últimos segundos, cuando Carter falló un tiro desde 6 metros sobre la bocina que hubiera supuesto la clasificación para la Final de Conferencia. Carter fue criticado posteriormente por haber asistido la mañana del decisivo encuentro a su graduación en la Universidad de North Carolina. A pesar de la derrota, la temporada se consideró muy positiva, tras haber logrado el mejor balance de la historia en aquel entonces(47 victorias por 35 derrotas) y finalizar segundos de la División Central.
La recolocación de Vancouver Grizzlies en Memphis, en el año 2001 dejó a Toronto como el único equipo canadiense de la liga. Para asegurarse de que Vince Carter renovara su contrato, revisaron los de Alvin Williams, Jerome Williams y Antonio Davis, y se hicieron con los servicios del antiguo MVP de la NBA Hakeem Olajuwon, para proveer a Carter de un buen apoyo bajo el aro. Los Raptors estaban aparentemente en el buen camino de conseguir una nueva temporada competitiva, con un balance de 29 victorias y 21 derrotas antes del paréntesis del All-Star Weekend. Por tercer año consecutivo, Carter fue el jugador que más votos consiguió para el Partido de las Estrellas, pero una tendinitis le hizo perderse el acontecimiento anual, y el resto de la temporada. Sin su jugador-franquicia, los Raptors encadenaron una racha de 13 partidos perdidos de forma consecutiva. Justo cuando la temporada parecía perdida, una hombrada les permitió ganar 12 de sus últimos 14 partidos, consiguiendo el pase a los playoffs en el último momento.
A pesar de que Toronto mejoró en el aspecto defensivo, en ataque Carter fue parado por Detroit Pistons en primera ronda. En el primer partido pasaron por encima del equipo canadiense, ganando 83-65, con una extraordinaria actuación de Ben Wallace para los Pistons, consiguiendo 19 puntos, 20 rebotes. 3 tapones y 3 robos de balón. Detroit ganó también el segundo partido, pero los Raptors consiguieron igualar la eliminatoria en casa, consiguiendo el 2-2 y forzando un quinto y definitivo partido. Tras un final igualado, finalmente Toronto se despidió de los playoffs, y comenzó una pequeña revolución en el vestuario, con Childs, Clark y Curry dejando el equipo al finalizar la temporada.
La temporada 2002-03 comenzó con el mismo optimismo que las tres anteriores cuando se alcanzaron los playoffs, pero pronto todo se volvería negativo. Carter, elegido para jugar como titular el All Star Game de 2003, comenzó con una serie de lesiones que le desestabilizarían durante toda la temporada, Antonio Davis comenzó a mostrar desinterés por Toronto, y la actitud de Wilkens en el banquillo, con un dejar hacer, hizo que el equipo perdiera toda la motivación y el espíritu de lucha de temporadas anteriores. Además, el equipo se vio inmerso en una plaga de lesiones, batiendo un triste récord, siendo el equipo de la NBA que en toda la historia se había perdido más partidos sus jugadores por lesiones, con un total de 519, siendo además el único equipo que no pudo contar con 12 jugadores de su plantilla en un partido. La prensa local criticó con dureza a Wilkens, justo en el año que sobrepasaba a Bill Fitch como entrenador con más derrotas en la NBA. Los Raptors acabaron la temporada con un balance de 24 victorias por 58 derrotas, lo que supuso que Wilkens fuese despedido. Pero no todo iban a ser malas noticias, ya que en el draft de 2003 se iban a hacer con una futura estrella de la liga: Chris Bosh.
La cantante canadiense de country Shania Twain ayudó a lanzar la nueva equipación como visitante, de color rojo, al comienzo de la temporada 2003-04, y parece que le trajo suerte en su debut, el 29 de octubre de 2003 ante New Jersey Nets, el vigente campeón de la Conferencia Este, a los que derrotaron por 90-87. Sin embargo, el juego de los Raptors se volvió inconsistente, en parte debido a las lesiones de jugadores clave, como Jalen Rose, Alvin Williams y Carter. el 1 de noviembre de 2003 incluso igualaron un récord de la NBA negativo, siendo el equipo que menos puntos ha conseguido en un partido, contra Minnesota Timberwolves, perdiendo 56-73. Después de 50 partidos disputados, el balance era de un 50 % de victorias, en puestos de playoffs, pero las lesiones fueron de nuevo determinantes, acabando los partidos que restaban con un pobre balance de 8-24. La única noticia positiva esa temporada fue el nombramiento de Chris Bosh en el mejor quinteto de rookies de la liga, tras promediar 11,5 puntos y 7,4 rebotes.
Tras el fracaso de esa temporada, tanto el Mánager General como el entrenador Kevin O'Neill fueron despedidos. Este fue reemplazado por Sam Mitchell, un antiguo jugador de la NBA y hasta ese momento entrenador asistente en Milwaukee Bucks. Rob Babcock fue nombrado mánager general y Alex English Director de Desarrollo de Jugadores. En esa temporada de transición, los Raptors mejoraron consiguiendo un balance de 33 victorias y 49 derrotas.
En la temporada 2004-05, el equipo fue enviado a la División Atlántico. Uno de los primeros movimientos del GM fue la elección de Rafael Araújo en el draft de ese año. Esta elección fue duramente criticada por los aficionados y analistas. Poco después, Carter pidió a la directiva que lo traspasaran al finalizar la campaña. Este llega sin embargo a mitad de temporada, recibiendo a cambio al pívot Alonzo Mourning, los aleros Eric Williams y Aaron Williams y dos futuras elecciones en el draft por parte de New Jersey Nets. Mourning no aceptó el trato, y Babcock se vio forzado a finiquitar su contrato a cambio de 10 millones de dólares, dejando libre a Alonzo para fichar por Miami Heat. Eric y Aaron Williams llegaron al equipo para reforzar el aspecto defensivo, pero fueron infrautilizados por su entrenador durante toda la temporada. Los analistas predijeron el final de la era Babcock, y finalmente le costó el puesto de trabajo.

### 2004-2010: La era de Chris Bosh

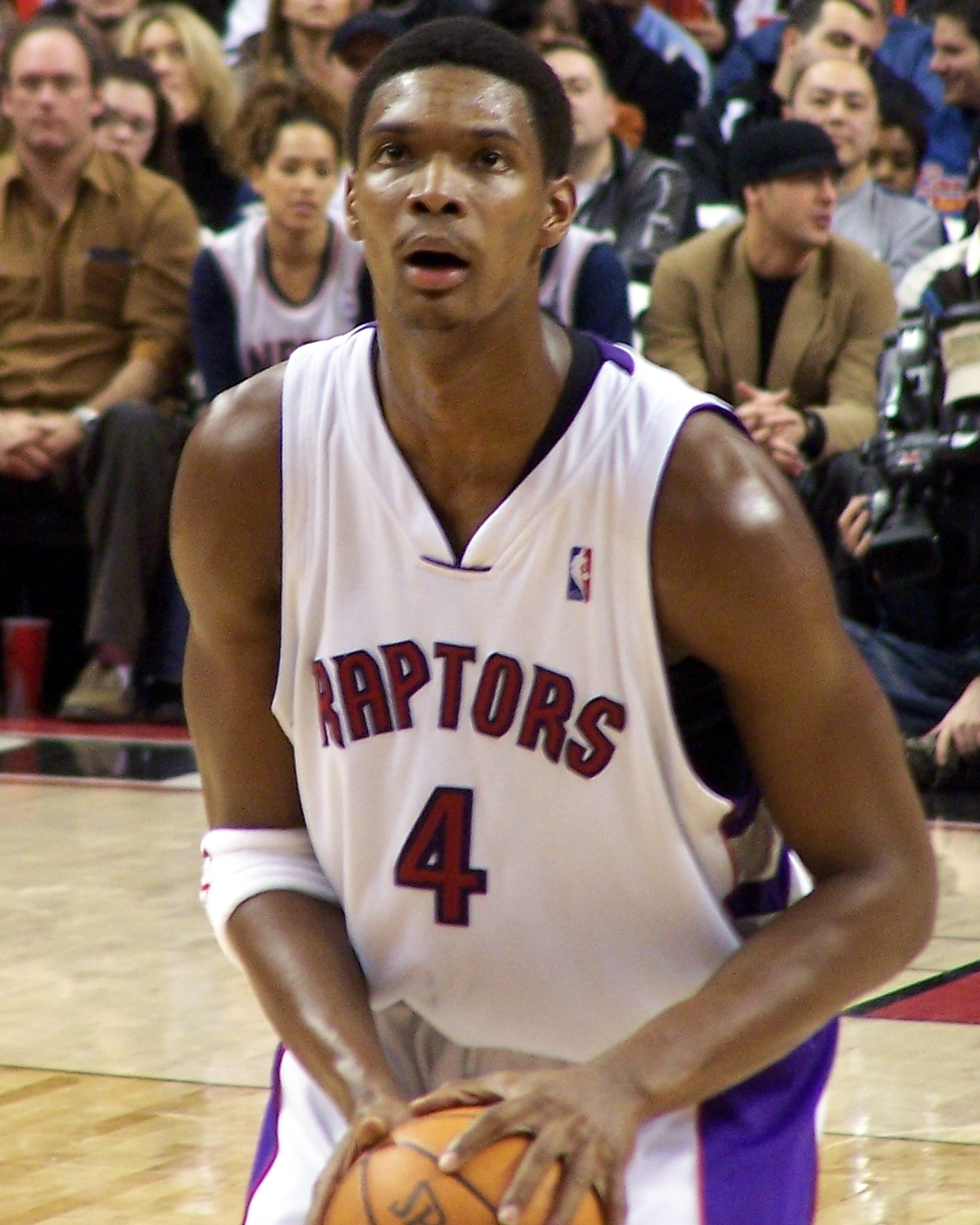
Chris Bosh se convirtió en la estrella de los Raptors tras el traspaso de Vince Carter en 2004.

Los Raptors continuaron su reconstrucción durante el Draft de 2005, seleccionando a Charlie Villanueva, Joey Graham, Roko Ukić y Uros Slokar. comenzaron su pretemporada traspasando a Alston a Houston Rockets, a cambio de Mike James, y contrataron como agente libre al español José Manuel Calderón. A pesar de todas las incorporaciones, la temporada 2005-06 fue una decepción. consiguieron un récord negativo de la franquicia al perder sus nueve primeros partidos, y 15 de sus 16 primeros. Ante tal desastre, contrataron al exentrenador de la Universidad de Purdue Gene Keady, como asistente para ayuidar a desarrollar la integración de todos los jóvenes que habían llegado al equipo.
Sin embargo, la errática trayectoria de los Raptors esa temporada se demuestra cuando pocos días después de conseguir su récord de anotación en un partido (129 puntos contra los Knicks), dejaron escapar una ventaja de 18 puntos frente a los Lakers y permitieron que Kobe Bryant anotara 81 puntos, la segunda mayor anotación individual de la historia tras los míticos 100 puntos de Wilt Chamberlain. A pesar de todo, la temporada no fue un desastre total. Villanueva impresionó tanto a los críticos como a los aficionados, y terminó segundo en la votación al Rookie del Año. Bosh fue elegido como reserva para el All Star Game de ese año, siendo el tercer Raptor que lo conseguía, después de Davis y Carter. Tras una inoportuna lesión de Bosh, acabaron la liga con un balance de 27 victorias por 55 derrotas.
La temporada 2006-07 será una de las temporadas más recordadas en Toronto, ya que el equipo por primera vez en su historia logró el título de división y se coló en playoffs después de cinco años como tercero en la Conferencia Este. 
Además, en temporada regular, el equipo igualó su récord de victorias con 47 y consiguió por primera vez el factor cancha a su favor.
La plantilla dio un cambio importante respecto al año anterior, y mucha culpa de ello la tuvo Bryan Colangelo, que estaba perfilando un equipo a la 'europea' que al final acabaría dando sus frutos. Mantuvo a Sam Mitchell pese a que no fue una adquisición suya, y también se tornó en acierto porque acabó logrando el galardón de Entrenador del Año. 
Entre los aciertos más notables también cabe destacar la elección en el n.º 1 del draft de 2007 al italiano Andrea Bargnani, los fichajes de Anthony Parker y Jorge Garbajosa como agentes libres, el trade que mandó a Charlie Villanueva a Milwaukee Bucks a cambio del base T.J. Ford y la extensión del contrato por 3 años más de Chris Bosh. Maurizio Gherardini, procedente de la Benetton Treviso sería el nuevo vicepresidente y asistente del general mánager Colangelo.

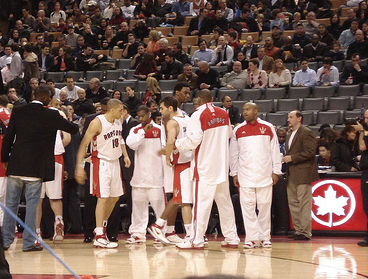
El colectivo fue la clave del éxito de Toronto Raptors.

Toronto empezó mal la temporada con un balance de 2-8 y la primera mitad de campaña se saldó con un resultado irregular. Sin embargo el equipo espabiló y en su sprint por conseguir no solo entrar en playoffs, sino también la ventaja de campo, se llegó al récord de victorias de la franquicia con 47.
Bosh logró su récord en puntos y rebotes, lo que unido a la buena temporada de su equipo, le valió para estar presente en el All-Star Game. Mitchell logró el premio de mejor entrenador por primera vez en la franquicia de Toronto y, como no podía ser de otra forma, Collangelo se hizo con el de Ejecutivo del Año.

El 24 de abril de 2007 los Raptors ganaron su primer partidos de playoffs en cinco años tras derrotar en el segundo partido de la primera ronda a New Jersey Nets por 89-83, sin embargo, el equipo acabaría cayendo 4-2.

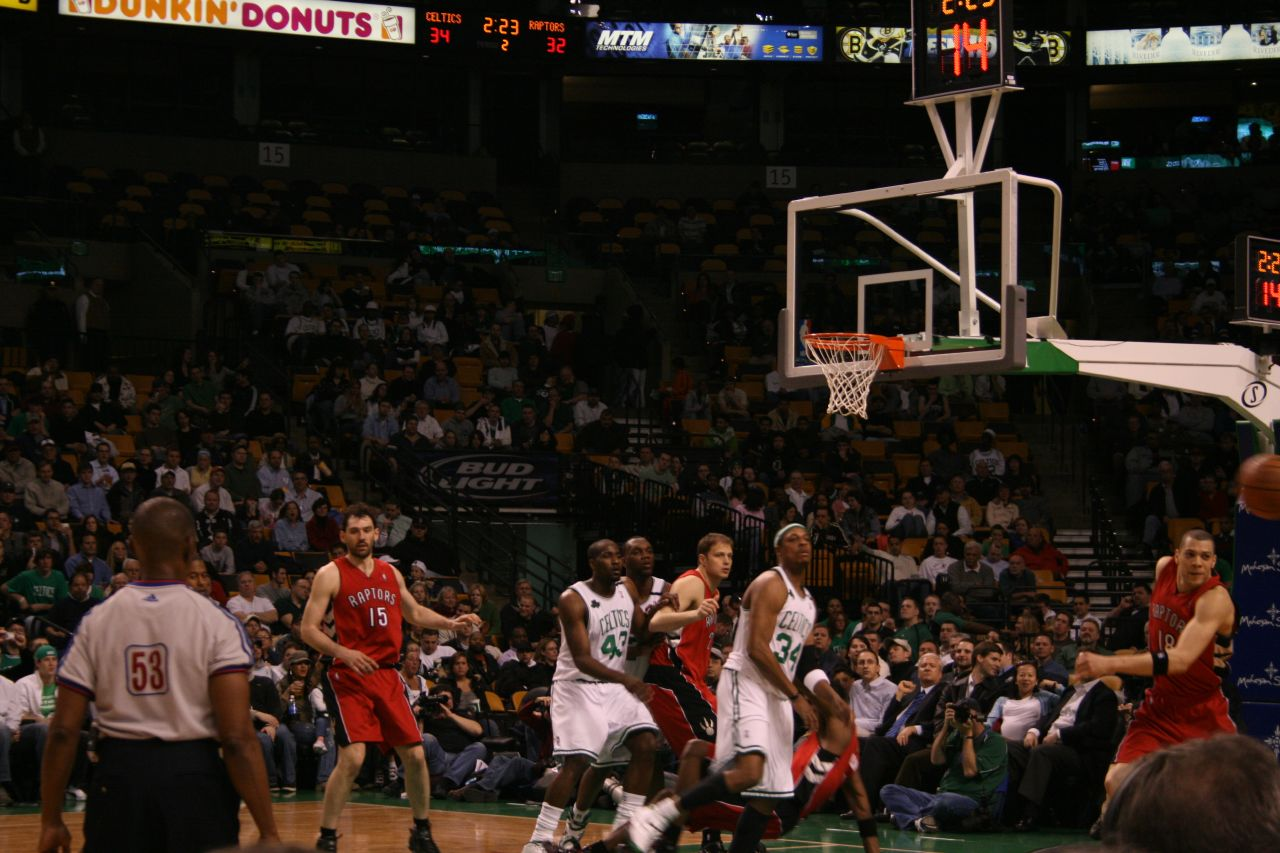
Anthony Parker (#18) y Jorge Garbajosa (#15) con los Raptors durante la temporada 2006–07. Parker yGarbajosa ficharon por los Raptors al término de la temporada 2006.

La temporada 2006-07 representó un año decisivo para la franquicia de los Raptors. La plantilla fue renovada, incluyendo la primera elección en el draft de 2006, el italiano Andrea Bargnani, la adquisición del base T. J. Ford a cambio de Charlie Villanueva, y la firma en la posición de escolta de Anthony Parker y en la de alero del español Jorge Garbajosa. Chris Bosh obtuvo una extensión de contrato de tres años, mientras que Maurizio Gherardini, procedente de la Benetton Treviso fue contratado como vicepresidente del club y director general adjunto.
En la primera mitad de la temporada se produjeron resultados alternos, luchando por alcanzar el 50% de victorias. Después de la pausa del All Star Game, Bargnani continuó trabajando en su defensa y tiro (con un promedio de 14,3 puntos y 3,9 rebotes por partido en los doce encuentros del mes de febrero de 2007), y fue seleccionado como Rookie del Mes de la Conferencia Este por segunda vez consecutiva. Bargnani se convirtió en el tercer Raptor en ganar el premio dos veces, uniéndose a Vince Carter y Damon Stoudamire. Toronto terminó la temporada regular con un balance de 47-35, asegurándose el puesto como tercer cabeza de serie en la Conferencia Este para los Playoffs NBA 2007 junto con el título de la División Atlántico, así como la ventaja en casa por primera vez en la historia de la franquicia. Bosh fue elegido como titular en el All-Star de 2007. Los Raptors también fueron elogiados por su mejorada defensa mejorada, su movimiento del balón y la química entre sus jugadores. Mitchell fue nombrado posteriormente Entrenador del Año de la NBA, el primer entrenador en la historia Raptors en recibir dicho galardón, mientras que Colangelo fue elegido Ejecutivo del Año.
El 24 de abril de 2007 los Raptors ganaron su primer partido de playoffs en cinco temporadas, con una victoria por 89-83 sobre los New Jersey Nets, pero perdieron la serie 4-2. La serie fue notable por el pique del exRaptor Vince Carter contra su antiguo equipo. Los Nets tomaron ventaja de campo en el primer partido, aguantando un gran último cuarto de los Raptors en busca de igualar el partido. Tras lograr la victoria el equipo canadiense en el segundo envite, la serie se trasladó a Nueva Jersey, los Nets con dos victorias consecutivas se pusieron a tiro de lograr la eliminatoria. Tuvo la oportunidad de ganarla en el quinto partido en Toronto, pero los Raptors tomaron una ventaja de 20 puntos después del primer cuarto. Aun así, Nueva Jersey lograron remontar, y tuvieron la oportunidad de ganar el partido, pero el triple sobre la bocina de Boštjan Nachbar no entró. Necesitados de ganar en Nueva Jersey para forzar el séptimo partido, Toronto tenía una ventaja de un punto con menos de un minuto para el final en el partido 6, pero Richard Jefferson anotó una bandeja con ocho segundos por jugar. Toronto intentó una última jugada, pero Jefferson interceptó un pase para sellar la serie para los Nets.
Se realizaron varios cambios en la plantilla antes de la temporada 2007-08, ya que Toronto buscaba reproducir la misma fórmula que la campaña anterior. En particular, los Raptors adquirieron a Carlos Delfino en un canje con Detroit Pistons por dos selecciones de draft de segunda ronda, y firmaron a Jamario Moon y a un especialista desde la línea de los tres puntos, Jason Kapono, como agentes libres. Por otra parte, el veterano alero Morris Peterson se unió a los New Orleans Hornets. Sin embargo, Toronto acabó detrás de Boston en la división, ya que la incapacidad de Bargnani para jugar bien de manera consistente, junto con las lesiones de Garbajosa (75 partidos), Bosh (15 partidos) y Ford (31 partidos), acabaron con la posibilidad de una campaña sin problemas. Terminaron 41-41, seis victorias menos que la temporada anterior, pero suficiente para un ganarse un puesto en los playoffs como sexto clasificado. Se enfrentaron a Dwight Howard y el resurgimiento de los Orlando Magic. En el primer partido, Dwight Howard dio a los Magic su primera victoria en postemporada desde 2003, ya que prácticamente lideraron el marcador todo el partido. Howard pondría un 29-20 en el marcador del segundo partido, ya que Hedo Türkoğlu anotó los últimos cuatro puntos del partido para darle a los Magic una ventaja de 2-0. Los Raptors responderían con una sólida victoria en el tercer partido, siendo clave el gran encuentro de sus bases, Ford y José Calderón. Sin embargo, Jameer Nelson, Rashard Lewis y Keith Bogans estuvieron inspirados en el tiro de tres puntos en el cuarto partido, y superaron los 39 puntos y 15 rebotes de Bosh para salir de Toronto con una ventaja de 3-1. Howard terminaría la serie en el quinto partido tan impresionantemente como comenzó: 21 puntos, 21 rebotes y 3 tapones. Mientras que la temporada anterior fue considerado un éxito, la campaña 2007-08 fue una decepción. Las debilidades en el juego de Toronto (rebotes, defensa y la falta de un alero) se pusieron de manifiesto durante los playoffs y se esperaba que se hicieran cambios en la plantilla.
Al final resultó que, en principio, se acordó un intercambio antes de la campaña 2008-09: el seis veces All-Star Jermaine O'Neal fue adquirido de los Indiana Pacers a cambio de Ford (que se había vuelto prescindible con la aparición de Calderón), Radoslav Nesterovič, Maceo Baston y Roy Hibbert, la elección 17 del draft de la NBA de 2008, dando a los Raptors un impulso potencial en la zona de ataque. Mientras tanto, Bargnani, que había pasado el verano trabajando en su juego interior, tenía todos los números para salir desde el banquillo. Los Raptors también introdujeron una camiseta para los partidos como visitante alternativa negra para la temporada, similar al diseño morado anterior que se eliminó hace algunas temporadas. Tenía una hoja de arce en la parte posterior del cuello de la camiseta, que simbolizaba a los Raptors como el "equipo de Canadá". A pesar de la introducción de O'Neal, quien aportó rebotes y tapones, y un Bargnani mucho mejor, los Raptors fueron demasiado inconsistentes. Después de un comienzo de temporada de 8-9, Mitchell fue despedido y reemplazado por el largo tiempo asistente Jay Triano. Triano modificó la alineación titular en vano ya que los Raptors cayeron a 21-34 antes del receso del All-Star. O'Neal y Moon fueron traspasados a Miami a cambio de Shawn Marion y Marcus Banks, pero con el aumento de las derrotas, los Raptors pronto quedaron fuera del panorama de los playoffs y fueron eliminados de la contienda cuando quedaban siete partidos de la temporada regular. Los Raptors finalmente terminaron con un balance de 33-49 y se dirigieron a la próxima temporada con una revisión potencial de su núcleo: Marion podría convertirse en agente libre; Bosh podría serlo también después de la temporada 2009-10, Parker pronto cumpliría 35 años, y Bargnani tuvo su gran temporada. El 12 de mayo de 2009, Triano fue renovado por tres temporadas en el puesto de entrenador.
La inevitable reorganización de la plantilla para la temporada 2009-10 comenzó cuando Kapono fue traspasado a los Philadelphia 76ers a cambio del agresivo alero veterano Reggie Evans. Toronto eligió entonces a DeMar DeRozan en la novena posición del draft de 2009, lo que les permite llenar el vacío que había en los aleros en los Raptors. A esto le siguió la contratación del agente libre Hedo Turkoglu, lo que a su vez condujo a un acuerdo de firma e intercambio que involucró a cuatro equipos, con los jugadores de Toronto Devean George (luego cambiado por Marco Belinelli) y Antoine Wright, mientras liberaba a Marion, Kris Humphries y Nathan Jawai. Casi al mismo tiempo, Parker firmó contrato con Cleveland Cavaliers, mientras que se añadió el base de Indiana Jarrett Jack y se trajo a Nesterovič para brindar cobertura a los hombres grandes. Por último, Delfino y Ukic fueron traspasados a los Milwaukee Bucks a cambio de Amir Johnson y Sonny Weems. Se hizo cada vez más claro que Colangeloal asegurar un bloque estable para el futuro, estaba tratando de persuadir a Bosh de quedarse más allá de 2010. Si bien los Raptors tuvieron un comienzo lento, aceleraron el ritmo alrededor del receso del All-Star, alcanzando un récord de temporada siete partidos por encima del 50% de victorias, ocupando el quinto lugar en la Conferencia Este. Bosh estaba registrando récords personales en puntos y rebotes por partido. Sin embargo, una lesión que puso fin a la temporada de Bosh después del descanso coincidió con el descenso de Toronto en la clasificación del quinto puesto al octavo, y finalmente cedieron su lugar a Chicago en los playoffs unos partidos antes de que terminara la temporada regular.

### 2010-2013: Reconstrucción
Antes de que comenzara la temporada 2010-11, hubo mucha expectación alrededor de la liga sobre el destino de un paquete de élite de agentes libres, con gente como de Bosh, Dwyane Wade, LeBron James y Amar'e Stoudemire. Bosh y James finalmente eligieron reunirse en Miami con Wade, y la transacción de firma e intercambio que siguió resultó en que los Raptors recibirian dos selecciones de draft de primera ronda y una excepción de intercambio de Miami. Antes de esto, Toronto había elegido en el draft a Ed Davis, un ala-pívot zurdo como Bosh. Después de que Bosh se fuera, Colangelo buscó cambiar a Calderón, Evans y el desencantado Türkoğlu por Tyson Chandler, Leandro Barbosa y Boris Diaw, pero el intercambio que involucraba a Chandler colapsó en el último minuto, ya que Chandler fue traspasado finalmente a los Dallas Mavericks. A continuación, Belinelli fue traspasado a New Orleans Hornets a cambio de Julian Wright, y tras trece partidos de temporada regular, Jack, David Andersen y Marcus Banks fueron enviados a New Orleans a cambio de Peja Stojaković y Jerryd Bayless. El primer regreso de Bosh a Toronto fue recibido con un coro de abucheos, pero no fue tan duro como lo que recibieron los ex Raptors Tracy McGrady y Vince Carter en sus respectivos regresos. Sin Bosh, Toronto como equipo retrocedió y solo pudo asegurar 22 victorias en la temporada regular.
Dwane Casey, que ejercía como entrenador asistente con los Mavericks, fue contratado como el nuevo entrenador de Toronto para la temporada 2011-12. Los Raptors utilizaron su selección número cinco del draft para elegir a Jonas Valančiūnas, un pívot de Lituania. La temporada se acortó en 16 partidos de temporada regular debido a la huelga de la NBA de 2011, y los Raptors terminaron la temporada con un récord de 23-43. Durante la postemporada 2012, Colangelo trató de atraer al agente libre canadiense y dos veces MVP de la NBA Steve Nash, que se había convertido en agente libre después de jugar para los Phoenix Suns. Cuando Nash fichó finalmente por Los Angeles Lakers, los Raptors adquirieron al base Kyle Lowry de los Houston Rockets a cambio de una futura selección de primera ronda. Lowry, combinado con Valanciunas y la octava selección del draft de 2012, Terrence Ross, representó la siguiente fase del proceso de reconstrucción. El 30 de enero de 2013, los Raptors adquirieron a la estrella de los Memphis Grizzlies Rudy Gay y al pívot Hamed Haddadi, así como al jugador de los Pistons Austin Daye, en un acuerdo a tres bandas que envió a Calderón a los Pistons de Detroit y Davis, junto al veterano jugador de Detroit Tayshaun Prince y una segunda ronda del draft a los Grizzlies. Haddadi fue traspasado más adelante, junto con una segunda ronda del draft a Phoenix, a cambio del base Sebastian Telfair. La temporada 2012-13 fue la primera desde 2009-10 que los Raptors la terminaron con un récord de victorias en casa (21-20), a pesar de su récord negativo en general (34-48).

### 2013-2018: La era DeRozan y Lowry

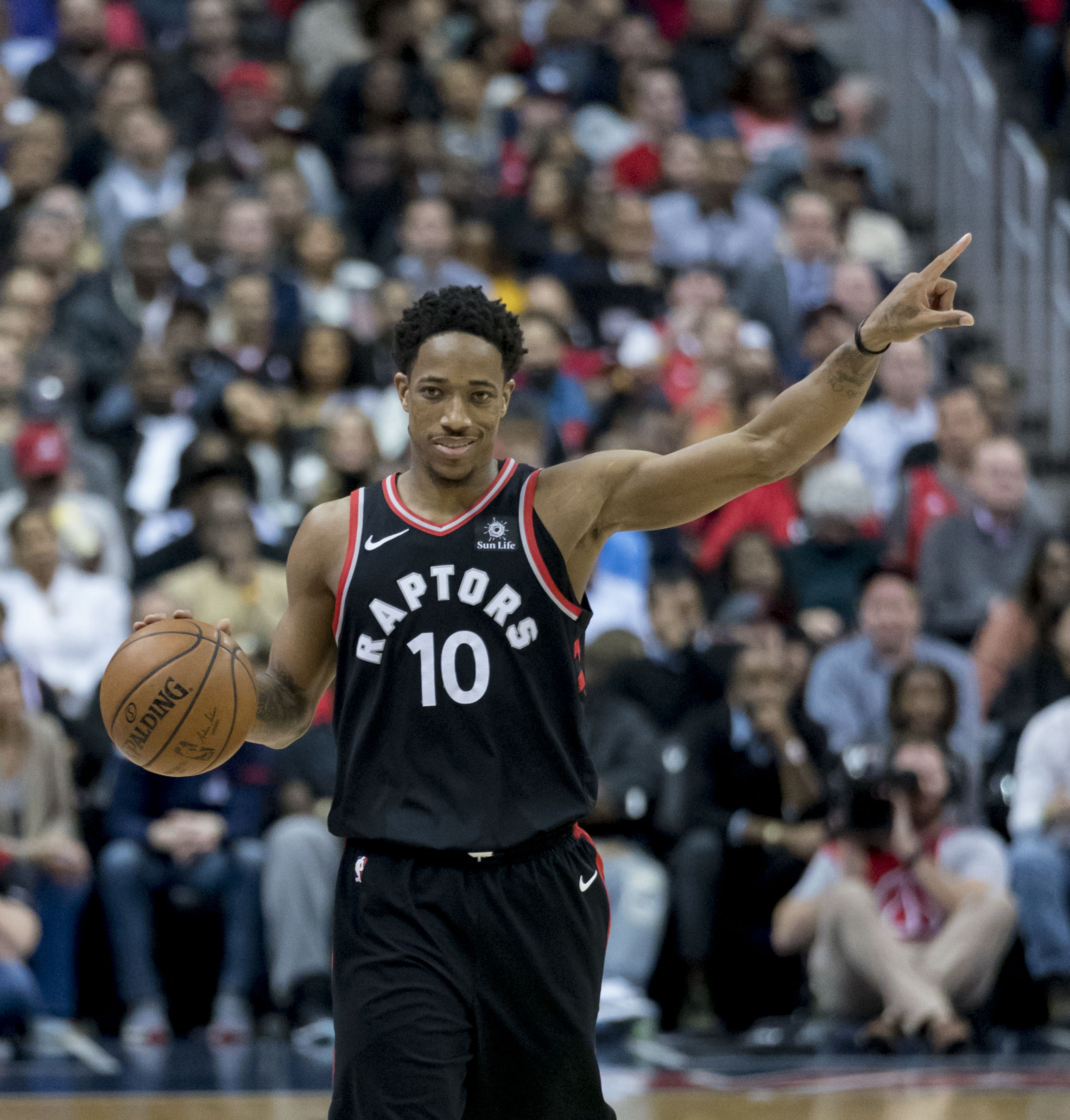
DeMar DeRozan jugador franquicia desde 2013-18

Al término de la temporada 2012-13, el nuevo gerente general, Masai Ujiri traspasó a Bargnani a los New York Knicks a cambio de Marcus Camby, Steve Novak, Quentin Richardson, una futura primera ronda del draft, y dos más de segunda ronda; Camby y Richardson fueron ambos despedidos al poco tiempode la operación. Los Raptors también añadieron a Tyler Hansbrough, D.J. Augustin, Dwight Buycks y Austin Daye a través de la agencia libre. El 9 de diciembre de 2013, los Raptors cambiaron a Rudy Gay, Quincy Acy, y Aaron Gray a los Sacramento Kings a cambio de John Salmons, Greivis Vásquez, Patrick Patterson y Chuck Hayes, cortando a Augustin.
Durante la temporada 2013-14, los Raptors tenían un balance de 6-12 antes del traspaso de Rudy Gay; después del intercambio, tuvieron una racha de 10-3, manteniendo su liderazgo en la división y superaron la marca del 50% de victorias por primera vez en casi tres años. Llegaron a la pausa del All-Star Weekend con un récord de 28-24, y DeRozan también fue seleccionado para dispurar el All-Star, siendo el cuarto Raptor en la historia que lo lograba. El 28 de marzo de 2014, los Raptors se aseguraron un lugar en los playoffs por primera vez desde 2008 después de vencer a los Boston Celtics 105-103. El 11 de abril de 2014 los Raptors perdieron ante los New York Knicks 108-100, pero como su rival de división, los Brooklyn Nets cayeron ante los Atlanta Hawks esa misma noche, los Raptors se convirtieron en campeones de la División del Atlántico por primera vez desde 2007. Se terminó la temporada regular con una récord para la franquicia de 48 victorias (58,5%), yendo 42-22 (65,6%) después del traspaso de Rudy Gay, el tercer mejor registro en la Conferencia Este. Los Raptors se enfrentaron a los Brooklyn Nets en la primera ronda de los playoffs por primera vez desde 2007. Toronto casi avanzó a la siguiente ronda, pero Paul Pierce taponó un potencial tiro ganador a Lowry en el séptimo y definitivo encuentro.
En la temporada 2014-15, los Raptors tuvieron el mejor comienzo en la historia de la franquicia, terminando el año 2014 como primeros en la 
conferencia Este con un récord 24-8. El 27 de marzo de 2015 los Raptors se llevaron el título de la división Atlántico con una victoria 94-83 sobre Los Angeles Lakers. Este fue el segundo año consecutivo que los Raptors se llevaron el título de división. El 11 de abril de 2015, los Raptors vencieron a los Miami Heat, siendo la primera victoria de Toronto en la pista de los Heat desde el 19 de noviembre de 2008, poniendo fin a una racha de diez partidos en casa con victoria de Miami. La victoria fue la número 48 de la temporada y la 22 fuera de casa, siendo ambos datos récord de la franquicia. Cuatro días más tarde, los Toronto Raptors rompieron su récord de franquicia con su victoria 49 de la temporada. Al término de la temporada 2014-15, Louis Williams ganó el premio al Mejor Sexto Hombre de la NBA, convirtiéndose en el primer Raptor en hacerlo. Los Raptors se enfrentaron a los Washington Wizards en la primera ronda de los playoffs de 2015, pero fueron barridos por el equipo capitalino por 4-0, poniendo fin a su postemporada.
El 25 de junio de 2015, los Raptors seleccionaron a Delon Wright con su selección de primera ronda en el draft de 2015, junto con Norman Powell en la segunda ronda. El 29 de junio, los Raptors anunciaron su nuevo equipo de la NBA D-League, los Raptors 905 con sede en Mississauga, que comenzó a jugar en la temporada 2015-16. Los Raptors añadieron al alero DeMarre Carroll, Cory Joseph, Bismack Biyombo y al medallista olímpico argentino Luis Scola en la agencia libre.
Los Raptors abrieron un nuevo centro de entrenamiento, el Centro BioSteel el 10 de febrero de 2016. El 14 de febrero de 2016 Toronto fue sede del All-Star Weekend por primera vez en su historia. Con una victoria 105-97 en casa ante los Hawks de Atlanta el 30 de marzo de 2016, los Raptors alcanzaron su primera temporada con más de 50 victorias. Al día siguiente, los Raptors se llevaron el título de la División Atlántica por tercera temporada consecutiva como resultado de la derrota de los Boston Celtics contra los Trail Blazers de Portland. El registro 56-26 se convirtió en el cuarto mejor en la general de la liga, el segundo lugar solamente a los Cavaliers de Cleveland en la Conferencia del Este y el mejor en la historia de la franquicia. Entrando en los playoffs de 2016 con el segundo mejor récord del Este, los Raptors fueron empujados a siete juegos ante los Pacers de Indiana, pero se las arreglaron para ganar su primera serie de playoffs en 15 años. Otra serie de siete encuentros ante Miami Heat se llevó a cabo y nuevamente fueron los Raptors los que se llevaron la serie. Los Raptors, eran uno de los cuatro equipos que nunca llegaron a las Finales de la Conferencia de la NBA en su historia, apareció en la tercera ronda por primera vez en su vigésimo primera temporada, frente a los Cavaliers de Cleveland, en la que finalmente perdieron la serie 4-2.
En la siguiente temporada, la 2016-17, Toronto finalizó tercero de la Conferencia Este con un balance de 51-31, pero cayó en Semifinales de Conferencia, también contra Cleveland, esta vez por 4-0.
En la temporada 2017-18, Toronto consiguió el título de la División Atlántico, con un balance de 59-23, consiguiendo así, el mejor récord del Este, por primera vez en la historia de la franquicia. En primera ronda de Playoffs se deshicieron de Washington (4-2), pero cayeron en semifinales de conferencia, de nuevo, contra Cleveland (4-0).

### 2018-2019: Kawhi Leonard y un título histórico

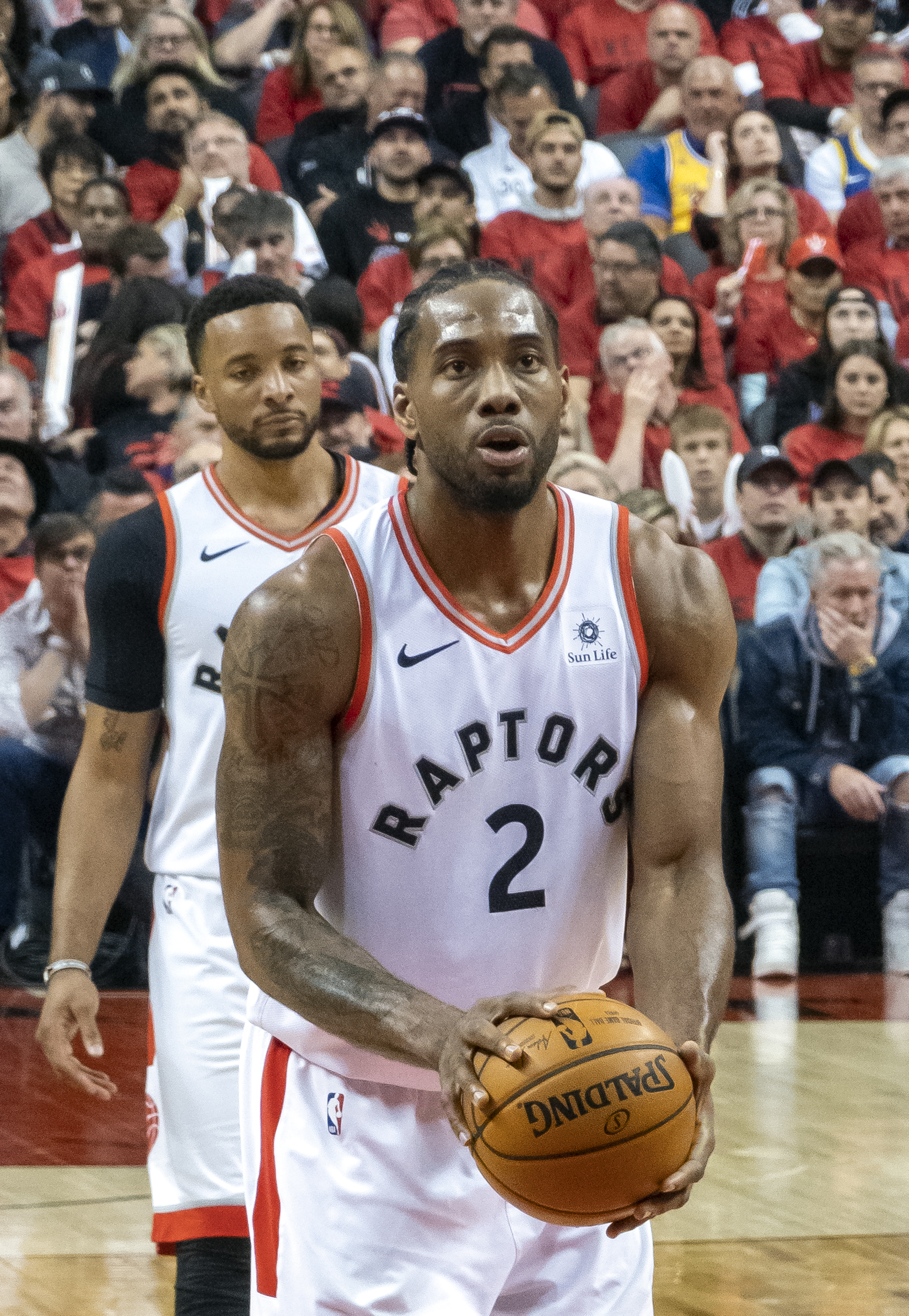
Kawhi Leonard llevó a los Raptors al primer título de su historia.

Tras la eliminación de los Raptors a manos de los Cavaliers, la franquicia canadiense tomó la decisión de despedir a Dwane Casey (posteriormente elegido Entrenador del Año) y nombrar a Nick Nurse como nuevo entrenador jefe. En el verano previo al comienzo de la temporada 2018-19, traspasaron a DeMar DeRozan y Jakob Pöltl a San Antonio Spurs a cambio de Kawhi Leonard y Danny Green. Tras un gran arranque del curso, en el que los canadienses eran segundos de su conferencia, el 7 de febrero de 2019, justo antes del cierre del mercado de traspasos, los Raptors añadieron a la estrella de los Memphis Grizzlies, el pívot Marc Gasol, a cambio de Jonas Valančiūnas, Delon Wright, C.J. Miles y una segunda ronda del draft.
Finalizaron la temporada regular como campeones de su división y segundos de la Conferencia Este con un balance de 58-24. Ya en play-offs, se deshicieron en primera ronda de Orlando Magic (4-1) y ganaron a los 76ers, con una canasta agónica de Kawhi Leonard en el séptimo partido (4-3). En las Finales de Conferencia, tras perder los dos primeros partidos, vencieron a los Milwaukee Bucks de Giannis Antetokounmpo (4-2), accediendo así por primera vez en su historia a las Finales de la NBA, donde se enfrentaron a los vigentes campeones, los Golden State Warriors. Los Raptors lograron imponerse 4-2 y conquistaron su primer título de la NBA, y Kawhi Leonard fue nombrado MVP de las Finales.

### 2019-presente: Nueva etapa
En julio de 2019, Kawhi Leonard y Danny Green acabaron su contrato y decidieron dejar Toronto. Esto supondría un gran cambio respecto a la temporada anterior. Marc Gasol sí que ejerció su opción de jugador y firmaron a Stanley Johnson. A pesar de perder a su gran estrella del curso anterior, los Raptors de la mano de Kyle Lowry y Fred VanVleet conseguirían el segundo mejor registro de victorias de la Conferencia Este y se desharían de los Nets en primera ronda (4-0) cayendo en el séptimo partido ante Boston Celtics (3-4) en semifinales de conferencia.
Debido a las regulaciones y restricciones de movilidad en Estados unidos con respecto a la pandemia de COVID-19, los partidos como local de la temporada 2020-21 se disputarán en el estadio Amalie Arena en Tampa, Florida.
Durante la temporada 2020-21, el equipo no consiguió ninguna incorporación importante, por lo que terminó con un balance de 27-45, en decimosegunda posición de su conferencia, perdiéndose los playoffs por primera vez en ocho años.
De cara a la temporada 2021-22 traspasan a Kyle Lowry. Termina la temporada regular con un balance de 48-34, quinto de su conferencia y clasificándose para playoffs por primera vez desde 2020. En playoffs caen en primera ronda ante Philadelphia 76ers (2-4).
Para la 2022-23 firmaron a Otto Porter Jr. y Josh Jackson. El equipo finalizó noveno de su conferencia, por lo que disputó el Play-In, siendo eliminado en el primer encuentro ante Chicago, y perdiéndose así los playoffs por segunda vez en los tres últimos años.
El 30 de diciembre de 2023, los Raptors traspasaron a OG Anunoby, junto con Precious Achiuwa y Malachi Flynn a los New York Knicks a cambio de RJ Barrett, Immanuel Quickley y una selección de segunda ronda del draft de 2024. El 17 de enero de 2024  traspasaron a Pascal Siakam a los Indiana Pacers a cambio de Bruce Brown, Jordan Nwora, Kira Lewis Jr. y tres selecciones de primera ronda de draft. Las lesiones de Scottie Barnes y otros jugadores clave hicieron que los Raptors se quedaran hundidos durante el resto del año, terminando finalmente en el último lugar de la División Atlántica y en el puesto 12 en la Conferencia Este.

## Trayectoria
Nota: G: Partidos ganados P:Partidos perdidos %:porcentaje de victorias
| Temporada       | G    | P    | %    | Play-offs                                                                                         | Resultados                                                                                      |
| --------------- | ---- | ---- | ---- | ------------------------------------------------------------------------------------------------- | ----------------------------------------------------------------------------------------------- |
| Toronto Raptors |      |      |      |                                                                                                   |                                                                                                 |
| 1995-96         | 21   | 61   | .256 |                                                                                                   |                                                                                                 |
| 1996-97         | 30   | 52   | .366 |                                                                                                   |                                                                                                 |
| 1997-98         | 16   | 66   | .195 |                                                                                                   |                                                                                                 |
| 1998-99         | 23   | 27   | .460 |                                                                                                   |                                                                                                 |
| 1999-2000       | 45   | 37   | .549 | Pierde 1.ª Ronda                                                                                  | New York 3, Toronto 0                                                                           |
| 2000-01         | 47   | 35   | .573 | Gana 1.ª Ronda Pierde Semifinales de Conferencia                                                  | Toronto 3, New York 2 Philadelphia 4, Toronto 3                                                 |
| 2001-02         | 42   | 40   | .512 | Pierde 1.ª Ronda                                                                                  | Detroit 3, Toronto 2                                                                            |
| 2002-03         | 24   | 58   | .293 |                                                                                                   |                                                                                                 |
| 2003-04         | 33   | 49   | .402 |                                                                                                   |                                                                                                 |
| 2004-05         | 33   | 49   | .402 |                                                                                                   |                                                                                                 |
| 2005-06         | 27   | 55   | .313 |                                                                                                   |                                                                                                 |
| 2006-07         | 47   | 35   | .573 | Pierde 1.ª Ronda                                                                                  | New Jersey 4, Toronto 2                                                                         |
| 2007-08         | 41   | 41   | .500 | Pierde 1.ª Ronda                                                                                  | Orlando 4, Toronto 1                                                                            |
| 2008-09         | 33   | 49   | .402 |                                                                                                   |                                                                                                 |
| 2009-10         | 40   | 42   | .488 |                                                                                                   |                                                                                                 |
| 2010-11         | 22   | 60   | .268 |                                                                                                   |                                                                                                 |
| 2011-12         | 23   | 43   | .348 |                                                                                                   |                                                                                                 |
| 2012-13         | 34   | 48   | .415 |                                                                                                   |                                                                                                 |
| 2013-14         | 48   | 34   | .585 | Pierde 1.ª Ronda                                                                                  | Brooklyn 4, Toronto 3                                                                           |
| 2014-15         | 49   | 33   | .598 | Pierde 1.ª Ronda                                                                                  | Washington 4, Toronto 0                                                                         |
| 2015-16         | 56   | 26   | .683 | Gana 1.ª Ronda Gana Semifinales de Conferencia Pierde Final Conferencia                           | Toronto 4, Indiana 3, Toronto 4, Miami 3, Cleveland 4, Toronto 2                                |
| 2016-17         | 51   | 31   | .622 | Gana 1.ª Ronda Pierde Semifinales de Conferencia                                                  | Toronto 4, Milwaukee 2 Cleveland 4, Toronto 0                                                   |
| 2017-18         | 59   | 23   | .720 | Gana 1.ª Ronda Pierde Semifinales de Conferencia                                                  | Toronto 4, Washington 2 Cleveland 4, Toronto 0                                                  |
| 2018-19         | 58   | 24   | .707 | Gana 1.ª Ronda Gana Semifinales de Conferencia Gana Finales de Conferencia Gana Finales de la NBA | Toronto 4, Orlando 1 Toronto 4, Philadelphia 3 Toronto 4, Milwaukee 2 Toronto 4, Golden State 2 |
| 2019-20         | 53   | 19   | .736 | Gana 1.ª Ronda Pierde Semifinales de Conferencia                                                  | Toronto 4, Brooklyn 0 Boston 4, Toronto 3                                                       |
| 2020-21         | 27   | 45   | .375 |                                                                                                   |                                                                                                 |
| 2021-22         | 48   | 34   | .585 | Pierde 1.ª Ronda                                                                                  | Philadelphia 4, Toronto 2                                                                       |
| 2022-23         | 41   | 41   | .500 |                                                                                                   |                                                                                                 |
| 2023-24         | 25   | 57   | .305 |                                                                                                   |                                                                                                 |
| 2024-25         | 30   | 52   | .366 |                                                                                                   |                                                                                                 |
| Temp. Regular   | 1126 | 1266 | .471 |                                                                                                   |                                                                                                 |
| Playoffs        | 57   | 66   | .463 | 1 Campeonato                                                                                      | 1 Campeonato                                                                                    |

## Pabellones
| Pabellones         | Pabellones       | Pabellones               |
| Pabellón           | Partidos jugados | Fechas                   |
| ------------------ | ---------------- | ------------------------ |
| SkyDome            | 117              | 1995-1999                |
| Maple Leaf Gardens | 6                | 1995-1999                |
| Copps Coliseum     | 3                | 1995-1999                |
| Scotiabank Arena   | 710              | 1999-2020, 2021-presente |
| Amalie Arena*      | 37               | 2020-2021                |

* Debido a las restricciones impuestas por el gobierno canadiense durante la pandemia de COVID-19, los Raptors disputaron la temporada 2021-21 en el pabellón de los Tampa Bay Lightning de la National Hockey League.

## Jugadores

### Miembros del Basketball Hall of Fame
- Chris Bosh (2003-2010)

### Números retirados
| Números retirados por los Toronto Raptors |              |        |           |            |
| N.º                                       | Jugador      | Puesto | Periodo   | Fecha      |
| 6                                         | Bill Russell | P      | —         | 11-08-2022 |
| 15                                        | Vince Carter | A      | 1998-2004 | 2-11-2024  |

## Entrenadores
- 1995-1996: Brendan Malone
- 1996-1998: Darrell Walker
- 1998-2000: Butch Carter
- 2000-2003: Lenny Wilkens
- 2003-2004: Kevin O'Neill
- 2004-2008: Sam Mitchell
- 2009-2011: Jay Triano
- 2011-2018: Dwane Casey
- 2018-2023: Nick Nurse
- 2023-presente: Darko Rajaković

## Gestión
| GM              | Periodo                                    |
| --------------- | ------------------------------------------ |
| Isiah Thomas    | 1995 – marzo de 1998                       |
| Glen Grunwald   | Marzo de 1998 – abril de 2004              |
| Jack McCloskey  | Abril de 2004 – junio de 2004 (interino)   |
| Rob Babcock     | Junio de 2004 – enero de 2006              |
| Wayne Embry     | Enero de 2006 – febrero de 2006 (interino) |
| Bryan Colangelo | Febrero de 2006 – mayo de 2013             |
| Masai Ujiri     | Mayo de 2013 – septiembre de 2016          |
| Jeff Weltman    | Septiembre de 2016 – mayo de 2017          |
| Bobby Webster   | Junio de 2017 – presente                   |

| Presidente      | Periodo                        |
| --------------- | ------------------------------ |
| Richard Peddie  | 1999 – febrero de 2006         |
| Bryan Colangelo | Febrero de 2006 – mayo de 2013 |
| Masai Ujiri     | Mayo de 2013 – presente        |

| Propietario                              | Periodo       |
| ---------------------------------------- | ------------- |
| John Bitove, Allan Slaight, Isiah Thomas | 1995-1998     |
| Maple Leaf Sports & Entertainment        | 1998-presente |

## Afición
Los Raptors han disfrutado de un gran apoyo de sus aficionados a través de su historia. Entre 2000 y 2002, Toronto lideró la liga en venta de entradas para sus partidos. En la temporada regular de 2006-07 promediaron 18.258 aficionados por partido, un 92,2 % de la capacidad del estadio. Combinando esto con la popularidad de la franquicia, el valor de la misma ha aumentado de 125 millones de dólares en 1998 a 315 millones hoy en día, de acuerdo con el estudio de la revista Forbes de 2007.
Los Raptors son el único equipo de la NBA con su propio canal de televisión, el Raptors NBA TV. Sin embargo, las audiencias de sus partidos son menos seguidos en Canadá que otros acontecimientos deportivos emitidos por otras cadenas.
En día de partido, los aficionados son habitualmente entretenidos por la mascota de los Raptors, el grupo de bailarinas animadoras y un grupo de animación denominado 4 Korners Raptors Soundcrew durante el previo del partido, los tiempos muertos y los descansos. Habitualmente se sortean regalos entre los aficionados que compran su entrada.
Nav Bhatia, ingeniero de origen sij, nacido en la India y residente en Canadá, no es únicamente un fanático de los Raptors, sino que utiliza sus ingresos en causas benéficas y su fama para luchar contra la discriminación: regala entradas a los partidos a gente de cualquier origen, e impulsa iniciativas tales como Daughters of India, a través de la cual recauda dinero para construir baños para niñas en escuelas de Punjab.

## Premios
| MVP de la Temporada Ninguno MVP de las Finales - Kawhi Leonard - 2019 Rookie del Año - Damon Stoudamire - 1996 - Vince Carter - 1999 - Scottie Barnes - 2022 Jugador Más Mejorado - Pascal Siakam - 2019 Mejor Sexto Hombre - Louis Williams - 2015 Mejor Entrenador del Año - Sam Mitchell - 2007 - Dwane Casey - 2018 - Nick Nurse - 2020 Ejecutivo del Año - Bryan Colangelo - 2007 | Mejor Quinteto de la Temporada Ninguno Segundo Mejor Quinteto de la Temporada - Vince Carter - 2001 - Chris Bosh - 2007 - DeMar DeRozan - 2018 - Kawhi Leonard - 2019 - Pascal Siakam - 2020 Tercer Mejor Quinteto de la Temporada - Vince Carter - 2000 - Kyle Lowry - 2016 - DeMar DeRozan - 2017 - Pascal Siakam - 2022 Mejor Quinteto Defensivo Ninguno Segundo Mejor Quinteto Defensivo - Kawhi Leonard - 2019 - OG Anunoby - 2023 | Mejor Quinteto de Rookies - Damon Stoudamire - 1996 - Marcus Camby - 1997 - Vince Carter - 1999 - Morris Peterson - 2001 - Chris Bosh - 2004 - Charlie Villanueva - 2006 - Andrea Bargnani - 2007 - Jorge Garbajosa - 2007 - Scottie Barnes - 2022 Segundo Mejor Quinteto de Rookies - Jamario Moon - 2008 - Jonas Valančiūnas - 2013 |

### Récords
| Más puntos anotados en un partido | Más puntos anotados en un partido | Más puntos anotados en un partido | Más puntos anotados en un partido |
| ≥50 puntos                        | ≥50 puntos                        | ≥50 puntos                        | ≥50 puntos                        |
| Jugador                           | Anotación                         | Rival                             | Fecha                             |
| --------------------------------- | --------------------------------- | --------------------------------- | --------------------------------- |
| Fred VanVleet                     | 54                                | Orlando Magic                     | 2 de febrero de 2021              |
| DeMar DeRozan                     | 52                                | Milwaukee Bucks                   | 1 de enero de 2018                |
| Vince Carter                      | 51                                | Phoenix Suns                      | 27 de febrero de 2000             |
| Terrence Ross                     | 51                                | Los Angeles Clippers              | 25 de enero de 2014               |
| 48 puntos                         |                                   |                                   |                                   |
| Vince Carter                      | 48                                | Milwaukee Bucks                   | 18 de noviembre de 2000           |
| Charlie Villanueva                | 48                                | Milwaukee Bucks                   | 26 de marzo de 2006               |
| 47 puntos                         |                                   |                                   |                                   |
| Vince Carter                      | 47                                | Milwaukee Bucks                   | 7 de febrero de 2000              |
| 46 puntos                         |                                   |                                   |                                   |
| Vince Carter                      | 46                                | Phoenix Suns                      | 30 de diciembre de 2000           |
| 45 puntos                         |                                   |                                   |                                   |
| Vince Carter                      | 45                                | Indiana Pacers                    | 20 de diciembre de 2000           |
| DeMar DeRozan                     | 45                                | Philadelphia 76ers                | 21 de diciembre de 2017           |
| Kawhi Leonard                     | 45                                | Utah Jazz                         | 1 de enero de 2019                |

| Más rebotes en un partido | Más rebotes en un partido | Más rebotes en un partido | Más rebotes en un partido |
| Jugador                   | Rebotes                   | Rival                     | Fecha                     |
| 25 rebotes                | 25 rebotes                | 25 rebotes                | 25 rebotes                |
| ------------------------- | ------------------------- | ------------------------- | ------------------------- |
| Bismack Biyombo           | 25                        | Indiana Pacers            | 17 de marzo de 2016       |
| 24 rebotes                |                           |                           |                           |
| Donyell Marshall          | 24                        | Chicago Bulls             | 17 de febrero de 2004     |
| 23 rebotes                |                           |                           |                           |
| Jonas Valančiūnas         | 23                        | Boston Celtics            | 10 de enero de 2017       |
| 22 rebotes                |                           |                           |                           |
| Chris Bosh                | 22                        | Philadelphia 76ers        | 25 de marzo de 2005       |
| Chris Bosh                | 22                        | Golden State Warriors     | 14 de noviembre de 2006   |
| Reggie Evans              | 22                        | Philadelphia 76ers        | 24 de noviembre de 2010   |
| 21 rebotes                |                           |                           |                           |
| Popeye Jones              | 21                        | Boston Celtics            | 11 de diciembre de 1996   |
| Amir Johnson              | 21                        | Charlotte Bobcats         | 15 de marzo de 2013       |
| Jonas Valančiūnas         | 21                        | New York Knicks           | 11 de abril de 2014       |
| 20 rebotes                |                           |                           |                           |
| Hakeem Olajuwon           | 20                        | Detroit Pistons           | 20 de noviembre de 2001   |
| Jerome Williams           | 20                        | Washington Wizards        | 14 de enero de 2003       |
| Joey Dorsey               | 20                        | Milwaukee Bucks           | 20 de noviembre de 2011   |
| Bismack Biyombo           | 20                        | Dallas Mavericks          | 22 de diciembre de 2015   |

| Más asistencias en un partido | Más asistencias en un partido | Más asistencias en un partido | Más asistencias en un partido |
| Jugador                       | Asistencias                   | Rival                         | Fecha                         |
| 20 asistencias                | 20 asistencias                | 20 asistencias                | 20 asistencias                |
| ----------------------------- | ----------------------------- | ----------------------------- | ----------------------------- |
| Fred VanVleet                 | 20                            | Charlotte Hornets             | 2 de abril de 2023            |
| 19 asistencias                |                               |                               |                               |
| Damon Stoudamire              | 19                            | Houston Rockets               | 27 de febrero de 1996         |
| José Calderón                 | 19                            | Chicago Bulls                 | 29 de marzo de 2009           |
| José Calderón                 | 19                            | Minnesota Timberwolves        | 4 de febrero de 2011          |
| Kyle Lowry                    | 19                            | Boston Celtics                | 4 de marzo de 2021            |
| 18 asistencias                |                               |                               |                               |
| T. J. Ford                    | 18                            | Denver Nuggets                | 18 de noviembre de 2006       |
| T. J. Ford                    | 18                            | New York Knicks               | 14 de marzo de 2007           |
| José Calderón                 | 18                            | Orlando Magic                 | 18 de noviembre de 2012       |
| 17 asistencias                |                               |                               |                               |
| Damon Stoudamire              | 17                            | Minnesota Timberwolves        | 21 de enero de 1997           |
| Damon Stoudamire              | 17                            | Boston Celtics                | 3 de marzo de 1997            |
| Mark Jackson                  | 17                            | Denver Nuggets                | 28 de diciembre de 2000       |
| José Calderón                 | 17                            | Cleveland Cavaliers           | 5 de enero de 2011            |
| José Calderón                 | 17                            | Chicago Bulls                 | 23 de febrero de 2011         |
| José Calderón                 | 17                            | Washington Wizards            | 3 de febrero de 2012          |
| José Calderón                 | 17                            | Utah Jazz                     | 12 de noviembre de 2012       |
| José Calderón                 | 17                            | Detroit Pistons               | 19 de diciembre de 2012       |
| Kyle Lowry                    | 17                            | Atlanta Hawks                 | 21 de noviembre de 2018       |